# ¡Tijeretazo!
¡Tijeretazo! es una historieta de la serie Mortadelo y Filemón creada por el historietista español Francisco Ibáñez en 2014.

## Trayectoria editorial
La historieta fue publicada en formato álbum en la colección "Magos del Humor" el 4 de diciembre de 2014, siendo la historieta número 164 de esta colección. Por su parte, en la Colección Olé es la historieta número 200.

## Argumento
Los recortes sociales efectuados por el Gobierno español no solo han afectado a la población en general, sino que también han hecho lo suyo en la T.I.A., de forma que esta ha visto una reducción significativa de sus fondos. Debido a las sospechas existentes de que determinadas personas están provocando disturbios, Mortadelo y Filemón tendrán que ir a la búsqueda de dichos tumultuosos, identificarlos y detenerlos con el fin de frenar las revueltas.